# 2011 у праві
Ця стаття присвячена головним подіям у галузях правотворчості, правосуддя, правозастосування та юриспруденції в 2011 році.

## Події у світі

Північний Судан
Дарфур
Східний фронт, терен після операції липня 2006
Південний Судан (референдум у 2011)
Аб'єй (референдум у 2011)
Нубійські гори й Блакитний Ніл (всенародне опитування в 2011)

Прапор Лівії з 2011 року

- 1 січня — набрав чинності новий адміністративний поділ Греції за Програмою «Каллікратіс»

- 9-15 січня — Жителі південних регіонів Судану 98,83 % голосів підтримали незалежність на Референдумі щодо незалежності Південного Судану.
- 14 січня — через хвилю народного невдоволення і заворушень на території Тунісу введено надзвичайний стан. Президент країни Зін аль-Абідін бен Алі залишив країну, декретом передавши повноваження прем'єру; армія взяла владу у свої руки
- 13 лютого — вища рада збройних сил Єгипту розпустила парламент і призупинила дію конституції.
- 16 лютого — Європейська комісія, Рада Європейського Союзу та Європарламент погодили остаточний регламент Європейської громадянської ініціативи.
- 7 березня — Верховний суд Індії виніс рішення у справі Аруни Шанбауг, яка довгий час знаходилася у вегетативному стані після нападу і зґвалтування. Позивач, її друг та громадський активіст, звернувся до суду з проханням дозволити евтаназію, оскільки «продовження існування Аруни порушує її право жити гідно». Верховний суд відмовив, однак випустив низку широких рекомендацій, які легалізують пасивну евтаназію в Індії.
- 18 березня — Європейський суд з прав людини постановив у справі Lautsi v. Italy[en], що положення італійського законодавства про обов'язкову наявність розп'ять у шкільних класах не порушує Європейську конвенцію з прав людини.
- 19 березня — Єгипетський конституційний референдум[en] після недавньої революції. 77 % єгиптян підтримали конституційну реформу, що демократизувала владу.
- 18 квітня — В Угорщині прийнята нова Конституція (діє з 1 січня 2012).
- 19 квітня — у Сирії скасовано надзвичайний стан, який діяв з 1963 року[1]
- травень-липень — у нью-йоркському суді слухалася справа за звинуваченням директора-розпорядника Міжнародного валютного фонду Домініка Стросс-Кана у сексуальних домаганнях
- 3 травня — ФАТХ і ХАМАС підписали в Каїрі угоду про міжпалестинське примирення[2]
- 5 травня — У Великій Британії провалився Референдум про зміну системи голосування на виборах до Палати громад[en]. Пропонувалося запровадити преференційне голосування, відповідно до якого виборці оцінювали б кандидатів за ранжованою шкалою.
- 30 травня — уряд Німеччини оголосив про рішення зупинити експлуатацію всіх атомних електростанцій країни до 2022 року[3]
- 8 червня — нижня палата парламенту Швейцарії проголосувала за поступове закриття всіх АЕС у країні. Всі чотири швейцарські АЕС, на яких працюють п'ять ядерних реакторів, будуть закриті до 2034 року.
- 12-13 червня — В Італії відбулися загальнонаціональні референдуми[en] з чотирьох різних питань.
- 1 липня — у Марокко на тлі недавніх протестів відбувся референдум з питань конституційної реформи[en], що передбачала демократизацію та зменшення повноважень короля. Пропозиції підтримали 98,49 % громадян.
- 9 липня — на політичній мапі світу з'явилася нова держава — Південний Судан зі столицею Джуба.
- 10 липня — Після скандалу і кримінального розслідування британського таблоїда News of the World, пов'язаних із незаконним прослуховуванням та іншими злочинними діями, видання було закрите його власником, Рупертом Мердоком[4].
- 22 липня — Ніколя Саркозі оголосив про створення Європейського валютного фонду[5].
- 23 липня — на референдумі у Латвії громадяни країни висловилися за розпуск Сейму.

- 17 вересня — в ООН піднято новий лівійський прапор, що підсумувало міжнародне визнання нової влади у країні.
- 1 жовтня — В Румунії прийнятий Цивільний кодекс[6].
- 23 жовтня — на саміті в Брюсселі лідери ЄС створили «європейський економічний уряд», роль якого виконуватимуть регулярні саміти зони євро[7].
- 31 жовтня — Палестина була прийнята в ЮНЕСКО, попри погрози США позбавити організацію фінансування.
- 13 листопада — В самопроголошеній Південній Осетії на окупованій Росією грузинській території пройшов референдум з мовного питання, а саме: «Чи згодні Ви, щоб державними мовами в Республіці Південна Осетія були осетинська та російська?» До того часу статус державної мала лише осетинська мова. 83,4 % проголосували «За». Референдум визнаний лише тими країнами, що визнали самопроголошену Південну Осетію.
- 21 грудня — Міжнародний трибунал щодо Руанди одноголосно засудив[8] до довічного ув'язнення колишнього голови владної партії MRND Матьє Нгірумпатсе і його заступника Едуарда Карамеру за організацію у 1994 році геноциду народності тутсі.

## Міжнародні документи
- 19 січня — Резолюція Ради Безпеки Організації Об'єднаних Націй 1967[en]. Рада збільшила кількість військ у Місії ООН у Кот-д'Івуарі (UNOCI) на 2000 осіб. Прийнята одноголосно.
- 5 лютого — набрав чинності договір між Росією та США про скорочення стратегічних озброєнь СНО-III
- 24 лютого — Резолюція Ради Безпеки Організації Об'єднаних Націй 1969[en]. Рада вирішила продовжити мандат Інтегрованої місії ООН у Тимор-Леште (UNMIT) на рік. Прийнята одноголосно.
- 26 лютого — Резолюція Ради Безпеки Організації Об'єднаних Націй 1970. Засудила застосування сили урядом Муаммара Каддафі проти учасників лівійської громадянської війни і наклала ряд міжнародних санкцій у відповідь. Прийнята одноголосно.
- 17 березня — Резолюція Ради Безпеки Організації Об'єднаних Націй 1973. Сформувала правову основу для військового втручання в громадянську війну в Лівії, вимагаючи негайного припинення вогню і доручивши створити зону заборони польотів та використовувати всі необхідні засоби для захисту цивільного населення від іноземної окупації. Прийнята 10/0/5.
- 22 березня — Резолюція Ради Безпеки Організації Об'єднаних Націй 1974. Продовжила мандат Місії Організації Об'єднаних Націй в Афганістані (UNAMA) на один рік. Прийнята одноголосно.
- 30 березня — Резолюція Ради Безпеки Організації Об'єднаних Націй 1975[en]. Рада закликала президента Кот-д'Івуару Лорана Гбагбо піти з посади на користь Алассана Уаттари і ввела санкції проти нього і його оточення. Прийнята одноголосно.
- 11 травня — відкрита для підписання Конвенція Ради Європи про запобігання насильству стосовно жінок і домашньому насильству та боротьбу з цими явищами (Стамбульська конвенція).
- 16 червня — підписана Конвенція Міжнародної організації праці про домашніх працівників[en].
- 17 червня — Резолюція Ради Безпеки Організації Об'єднаних Націй 1987[en]. Рада рекомендувала Генеральній Асамблеї призначити Пан Гі Муна Генеральним секретарем ООН на другий термін до 31 грудня 2016 року. Прийнята акламацією.
- 8 липня — Резолюція Ради Безпеки Організації Об'єднаних Націй 1996[en]. Після здобуття незалежності Південним Суданом від Судану, Рада заснувала Місію ООН у Республіці Південний Судан (UNMISS) на початковий період в один рік. Прийнята одноголосно.
- 13 липня — Резолюція Ради Безпеки Організації Об'єднаних Націй 1999[en]. Рада рекомендувала Генеральній Асамблеї прийняти Південний Судан до ООН. Прийнята без голосування.
- 16 вересня — Резолюція Ради Безпеки Організації Об'єднаних Націй 2009[en]. Створила Місію підтримки ООН в Лівії (UNSMIL) на початковий період у три місяці. Прийнята одноголосно.

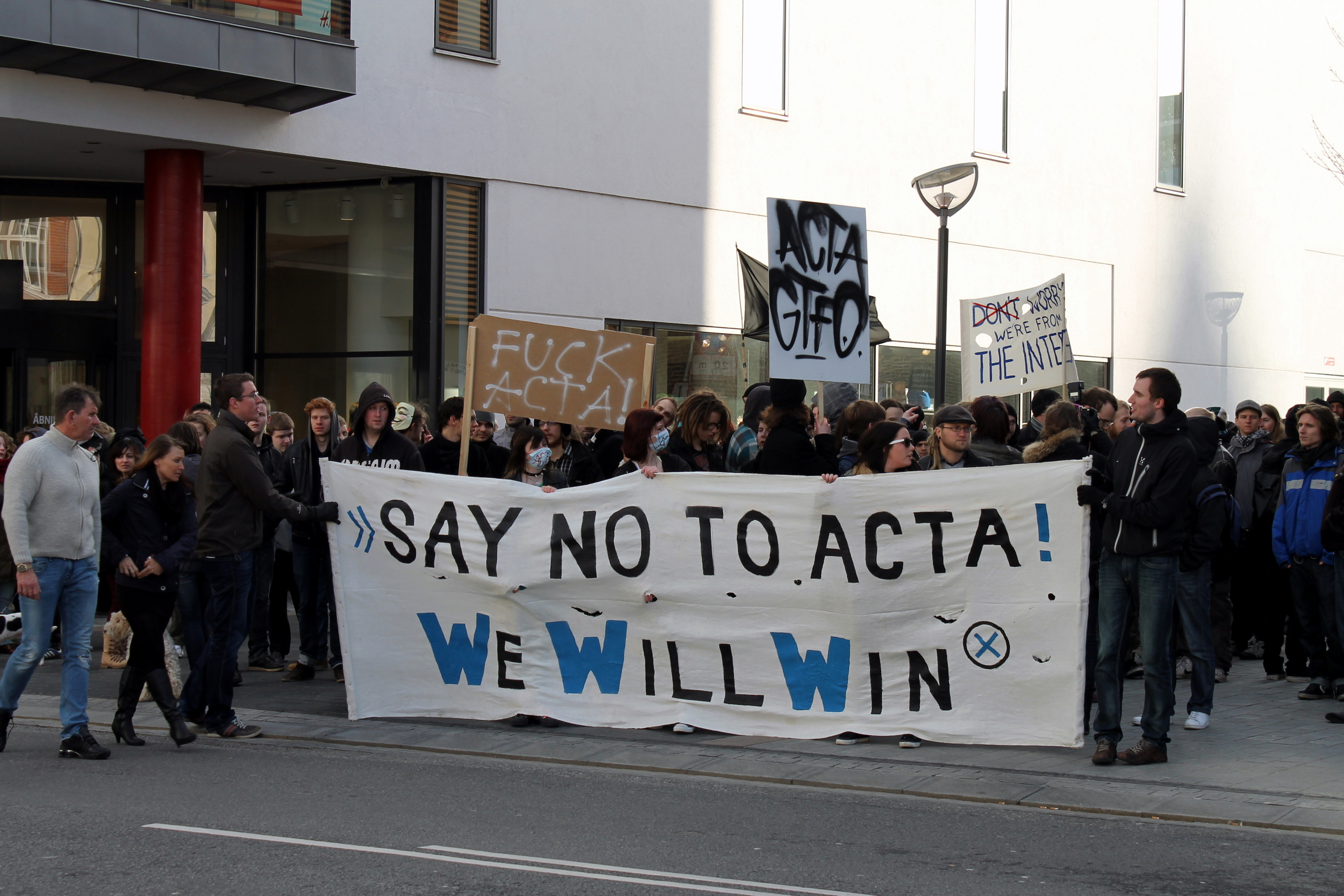
Протести проти ACTA в Данії

- 1 жовтня — Канада, США, Австралія, Японія, Марокко, Нова Зеландія, Сінгапур та Південна Корея підписали Торговельну угоду проти контрафакту (англ. Anti-Counterfeiting Trade Agreement, ACTA). Угода встановлює міжнародні стандарти у боротьбі з порушеннями інтелектуальної власності.
- 18 жовтня — У Санкт-Петербурзі представники Вірменії, Білорусі, Киргизстану, Молдови, Російської Федерації, Узбекистану й України підписали Угоду про зону вільної торгівлі Співдружності Незалежних Держав. Пізніше до угоди приєднався Таджикистан. З 2016 року не діє між Україною та Росією.
- 27 жовтня — Резолюція Ради Безпеки Організації Об'єднаних Націй 2016[en]. Скасування зони заборони польотів над Лівією, введеної Резолюцією 1973. Прийнята одноголосно.
- 9 грудня — підписаний Договір про приєднання Хорватії до ЄС (Treaty of Accession 2011), що набрав чинності 2013 р.
- 10 грудня — на конференції ООН з питань зміни клімату в Дурбані (ПАР) підписано угоду про продовження строків дії Кіотського протоколу
- 12 грудня — Канада оголосила про вихід з Кіотського протоколу[9]
- 21 грудня — Резолюція Ради Безпеки Організації Об'єднаних Націй 2031[en]. Занепокоєння безпековою ситуацією в багатьох частинах Центральноафриканської Республіки; продовження мандату Офісу миру з питань будівництва ООН у цій країні (BINUCA) до 31 січня 2013 року. Прийнята одноголосно.

## Право України

### Події
- протягом року — Кримінальні справи щодо Юлії Тимошенко, Кримінальне переслідування соратників Юлії Тимошенко.
- 1 січня — в українських судах почала діяти автоматизована система документообігу.
- 10 лютого — ЄСПЛ ухвалив рішення у справі «Харченко проти України», в якому відзначив системну проблему українського кримінального процесу — відсутність будь-якого переконливого обґрунтування рішення про тримання під вартою[10][11].
- 11 березня — Фонд державного майна за 10,575 млрд гривень продав 92,8 % акцій компанії «Укртелеком» ТОВ «ЕСУ», дочці австрійського інвестиційно-фінансового консорціуму EPIC[12]
- 22 березня — проти екс-президента Леоніда Кучми порушено кримінальну справу за звинуваченням у причетності до вбивства журналіста Георгія Гонгадзе[13].
- 23 березня — Антимонопольний комітет України, провівши відповідне розслідування, виявив антиконкурентну змову трьох великих компаній — «Окко-Нафтопродукт», «Континент-Нафто-Трейд» і «Альянс Холдинг» й наклав штраф на загальну суму 150 мільйонів гривень.
- 11 червня — Набрав чинності Закон, що збільшує максимальну кількість учасників ТОВ з 10 до 100[14].
- 11 серпня — в Україні запроваджено інституцію Уповноваженого Президента України з прав дитини, на посаду Уповноваженого призначено Юрія Павленка
- 13 серпня — скасовано обов'язкову вимогу для водіїв мати довіреність на керування чужим транспортним засобом; дорожні листи; обов'язковий державний техогляд[15].
- 22 серпня — затриманнями СБУ почалася «Справа „васильківських терористів“» за звинуваченням групи соціал-націоналістів у підготовці теракту в день 20-ї річниці незалежності України. Закінчилася амністією та закриттям провадження.
- 1 жовтня — набрав чинності Закон про пенсійну реформу, що запровадив накопичувальну систему загальнообов'язкового державного пенсійного страхування.

Мітингувальники біля Печерського суду, що розглядає справу Тимошенко

- 11 жовтня — Печерський районний суд міста Києва засудив Юлію Тимошенко до 7 років позбавлення волі за маніпуляції з директивами делегації НАК «Нафтогаз України» на переговори з ВАТ «Газпром» щодо укладення контракту купівлі-продажу природного газу[16]. Суди апеляційної та касаційної інстанцій залишили його в силі[17].
- 16 жовтня — набрав чинності Закон, який забороняє видачу та отримання споживчих кредитів в іноземній валюті та врегульовує процентні ставки[18][19].

### Міжнародні договори України
- 15 лютого:
  - Верховна Рада ратифікувала з застереженням та заявою Європейську конвенцію про усиновлення дітей (переглянуту) (англ. European Convention on the Adoption of Children (Revised)), вчинену 27 листопада 2008 року в м. Страсбурзі[20].
  - Україна приєдналася до Конвенції МОП № 174 від 22 червня 1993 року про запобігання великим промисловим аваріям[21].
  - Україна приєдналася до Конвенції МОП № 176 від 22 червня 1995 року про безпеку та гігієну праці в шахтах[22].
- 15 червня — Україна приєдналася до Конвенції про право, що застосовується до дорожньо-транспортних пригод (англ. Convention of 4 May 1971 on the Law Applicable to Traffic Accidents), вчиненої 4 травня 1971 року в м. Гаазі[23].
- 6 липня — Україна ратифікувала з застереженням Угоду про Правила визначення країни походження товарів у Співдружності Незалежних Держав, вчинену 20 листопада 2009 року в м. Ялті[24].
- 7 вересня — Україна приєдналася до Міжнародної конвенції з уніфікації деяких правил щодо накладення арешту на морські судна (англ. The 1952 Arrest Convention; International Convention for the unification of certain rules relating to Arrest of Sea-going Ships), укладеної в м. Брюсселі 10 травня 1952 року[25].
- 2 листопада — Україна приєдналася до Конвенції МОП № 155 від 22.06.1981 року про безпеку й гігієну праці та виробниче середовище[26].
- 21 грудня — Україна ратифікувала Конвенцію про правовий статус трудящих-мігрантів і членів їхніх сімей держав — учасниць Співдружності Незалежних Держав, підписану від імені України 14 листопада 2008 року в м. Кишиневі[27].

### Найпомітнішізакони
- 13 січня — Про доступ до публічної інформації[28]
- 1 лютого — Про внесення змін до Конституції України щодо проведення чергових виборів народних депутатів України, Президента України, депутатів Верховної Ради Автономної Республіки Крим, місцевих рад та сільських, селищних, міських голів[29]
- 17 лютого — Про регулювання містобудівної діяльності[30]
- 17 березня — Про центральні органи виконавчої влади[31]
- 7 квітня — Про засади запобігання і протидії корупції (втратив чинність 01.09.2016)[32]
- 19 квітня — Про волонтерську діяльність[33]
- 19 травня — Повітряний кодекс України[34]
- 2 червня — Про безоплатну правову допомогу[35]
- 16 червня:
  - Про забезпечення комерційного обліку природного газу[36]
  - Про Раду міністрів Автономної Республіки Крим[37]
- 7 липня — Про Державний земельний кадастр[38]
- 8 липня:
  - Про судовий збір[39]
  - Про біженців та осіб, які потребують додаткового або тимчасового захисту[40]
  - Про рибне господарство, промислове рибальство та охорону водних біоресурсів[41]
  - Про заходи щодо законодавчого забезпечення реформування пенсійної системи[42] (Див. Пенсійна реформа в Україні 2011)
- 8 вересня — Про пріоритетні напрями інноваційної діяльності в Україні[43]
- 20 вересня — Про протидію торгівлі людьми[44]
- 22 вересня — Про правовий статус іноземців та осіб без громадянства[45]
- 17 листопада:
  - Про вибори народних депутатів України[46]
  - Про державну службу[47] (не діяв, утратив чинність 31.12.2015)
- 9 грудня — Про Фонд державного майна України[48]
- 20 грудня — Про граничний розмір компенсації витрат на правову допомогу у цивільних та адміністративних справах[49] (втратив чинність 15.12.2017).

### ОсновнірішенняКонституційного Суду
- 26 січня — Смертна кара не застосовується до осіб, засуджених до неї, вироки щодо яких на час набрання чинності законом про її скасування не було виконано[50].
- 16 червня — Неконституційність офіційного підйому в День Перемоги копій Прапора Перемоги на будинках (щоглах, флагштоках) поряд з Державним Прапором України[51].
- 11 жовтня — Справа про строки адміністративного затримання (неконституційність права міліції затримувати особу за непокору законній вимозі працівника міліції, тобто за діяння, яке не є адміністративним проступком)[52].
- 20 жовтня — Обвинувачення у вчиненні злочину не може ґрунтуватися на фактичних даних, одержаних у результаті оперативно-розшукової діяльності уповноваженою на те особою без дотримання конституційних положень або з порушенням порядку, встановленого законом[53].
- 9 листопада — Власники квартир дво- або багатоквартирних житлових будинків та житлових приміщень у гуртожитку, незалежно від підстав набуття права власності на такі квартири‚ житлові приміщення‚ є співвласниками допоміжних приміщень у будинку чи гуртожитку, технічного обладнання, елементів зовнішнього благоустрою[54].
- 10 листопада — Справа про захист прав споживачів кредитних послуг[55].
- 8 грудня — Справа про фіксування судового процесу технічними засобами[56].
- 14 грудня:
  - Тлумачення поняття «щомісячне довічне грошове утримання»[57].
  - Справа про оскарження бездіяльності суб'єктів владних повноважень щодо заяв про злочини: скарги осіб стосовно прийняття рішень, вчинення дій або допущення бездіяльності суб'єктом владних повноважень щодо заяв і повідомлень про вчинені або підготовлювані злочини суди повинні розглядати і вирішувати у кримінальному судочинстві[58].

## Померли
- ? — Якемчук Роман, правник, фахівець із міжнародного права.
- 28 січня — Хаміда Бармакі, афганська викладачка права та правозахисниця, професор.
- 4 лютого — Мартіаль Селестен, гаїтянський адвокат, міністр юстиції, прем'єр-міністр.
- 21 березня — Зубков Сергій Олександрович, суддя, жертва резонансного вбивства.
- 8 серпня — Гаррі Веллінгтон[en], декан юридичного факультету Єльського університету з 1975 по 1985 рр.
- 20 серпня — Цвік Марко Веніамінович, правознавець, доктор юридичних наук, професор, один із засновників відділення теорії та історії держави і права Національної академії правових наук України, автор понад 200 наукових та інших праць.
- 17 жовтня — Метельський Роман Едуардович, теоретик права, один із фундаторів сучасного українського конституціоналізму.

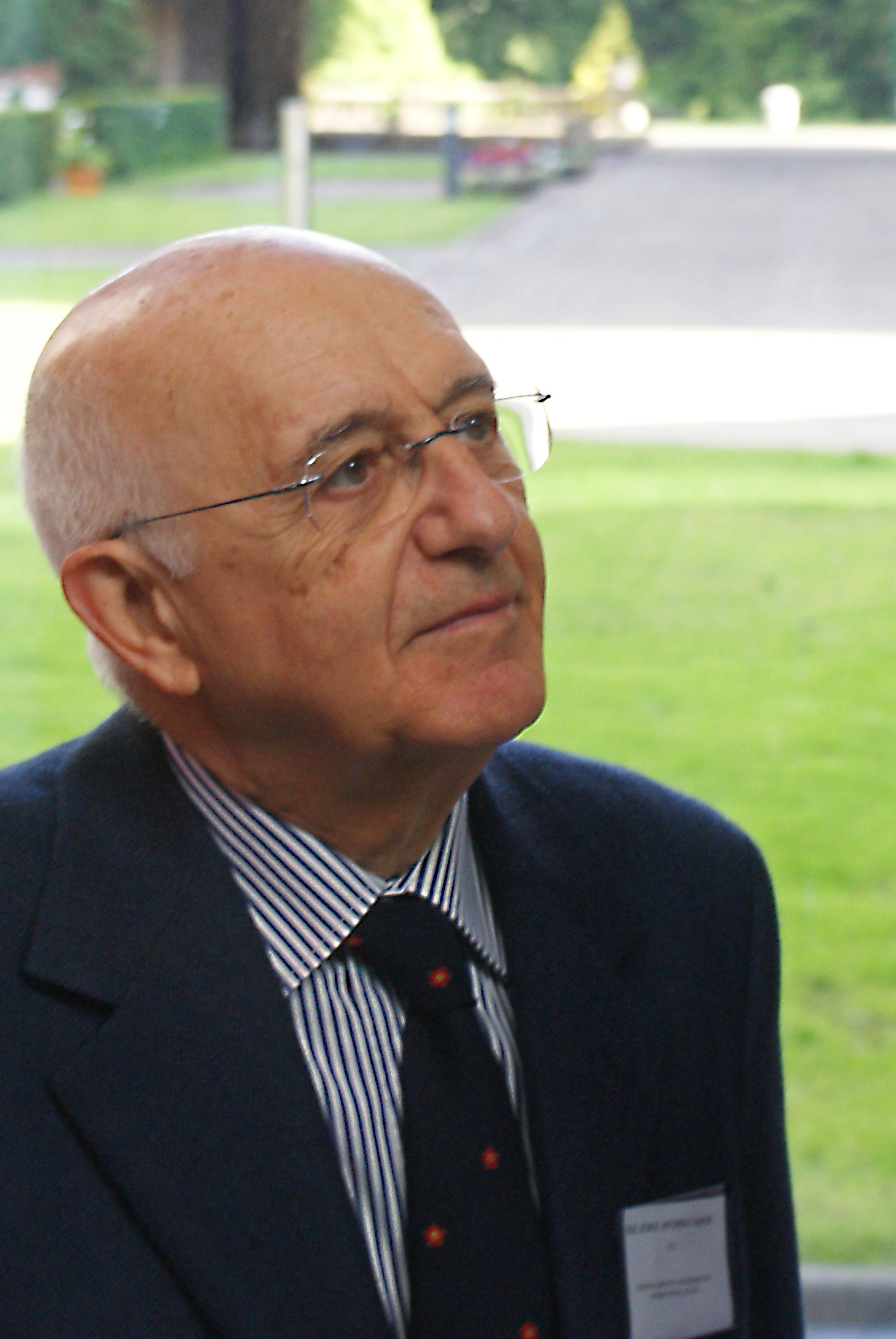
Антоніо Кассезе

- 21 жовтня — Антоніо Кассезе[en], італійський юрист, голова Міжнародного трибуналу щодо колишньої Югославії (1993—1997), голова Спеціального трибуналу щодо Лівану (2009—2011).
- 2 листопада — Сташис Володимир Володимирович, правник, професор, перший проректор Національної юридичної академії України імені Ярослава Мудрого, автор (співавтор) понад 200 наукових праць.
- 23 листопада — Обрад Станоєвич[en], сербський професор, відомий фахівець з римського, порівняльного, цивільного та міжнародного права.
- 8 грудня — сер Зелман Ковен[en], професор публічного права, декан юридичного факультету Університету Мельбурна, генерал-губернатор Австралії, ректор Oriel College.